# Courdemanche (Eure)
Courdemanche is een gemeente in het Franse departement Eure (regio Normandië) en telt 479 inwoners (1999). De plaats maakt deel uit van het arrondissement Évreux.

## Geografie
De oppervlakte van Courdemanche bedraagt 9,1 km², de bevolkingsdichtheid is 52,6 inwoners per km².
De onderstaande kaart toont de ligging van Courdemanche (Eure) met de belangrijkste infrastructuur en aangrenzende gemeenten.

## Demografie
Onderstaande figuur toont het verloop van het inwonertal (bron: INSEE-tellingen).